# Якимово (Калузька область)
Якимово (рос. Якимово) — присілок в Кіровському районі Калузької області Російської Федерації.
Населення становить 262 особи. Входить до складу муніципального утворення Село Дуброво.

## Історія
Від 2004 року входить до складу муніципального утворення Село Дуброво.

## Населення
| 2002 | 2010 |
| ---- | ---- |
| 332  | ↘262 |